# Ralph Leatham
Ralph Leatham (Wakefield, 3 marzo 1886 – Lymington, 10 marzo 1954) è stato un ammiraglio britannico, ufficiale della Royal Navy durante il periodo della seconda guerra mondiale e Governatore di Bermuda dal 1946 al 1949.

## Storia
Nato a Wakefield nello Yorkshire, si iscrisse al Britannia Royal Naval College nel settembre 1900 uscendone nel marzo 1905 con il grado di allievo ufficiale; promosso tenente nel febbraio 1907, si sposò nel 1910 con Enid May dalla quale ebbe un figlio e una figlia. Leatham partecipò alla prima guerra mondiale, nel corso della quale fu promosso, nel dicembre 1917, al grado di comandante; ufficiale esecutivo a bordo dell'incrociatore HMS Curacoa dal giugno 1923 al gennaio 1925, periodo durante il quale fu promosso al grado di capitano, servì poi presso la Naval Air Section dell'Ammiragliato a Londra. Dopo aver studiato presso l'Imperial Defence College nel corso del 1927, il 10 gennaio 1928 Leatham ottenne il suo primo comando, quello dell'incrociatore HMS Yarmouth; dal novembre 1928 all'aprile 1930 fu invece al comando dell'incrociatore HMS Durban, di stanza presso la North America and West Indies Station.
Dopo aver servito nello staff del Royal Naval War College dal 1931 al 1933, nel maggio 1934 Leatham passò in forza alla Mediterranean Fleet comandando prima la nave da battaglia HMS Ramillies e poi la pari tipo HMS Valiant; promosso retroammiraglio nel gennaio 1936, svolse poi incarichi di comando a terra nel Mediterraneo e a Portsmouth. Dal gennaio 1938 al gennaio 1939 Leatham divenne comandante del 1st Battle Squadron della Home Fleet con insegna sulla nave da battaglia HMS Barham, prima di diventare comandante in capo della East Indies Station a Ceylon dall'aprile 1939 ed essere promosso al grado di viceammiraglio nell'agosto dello stesso anno.
Dopo lo scoppio della seconda guerra mondiale Leatham rimase a Cyelon fino al luglio 1941, quando fu richiamato in patria. Dal gennaio al dicembre 1942 divenne comandante della Base navale britannica di Malta, partecipando all'assedio dell'isola da parte delle forze dell'Asse. Dopo un periodo dal marzo al giugno 1943 come comandante delle forze navali britanniche nel Mediterraneo orientale (Commander-in-Chief, Levant), Leatham fu richiamato in patria nel luglio 1943 e quindi nominato responsabile del Comando navale di Plymouth, ottenendo anche una promozione al grado di ammiraglio nel dicembre di quell'anno: in questa veste, e fino a dopo la conclusione della guerra, Leatham diressse le operazioni britanniche nella parte occidentale del canale della Manica, come la campagna di attacchi al traffico navale tedesco lungo le coste della Bretagna (operazione Tunnel) e del Golfo di Biscaglia (operazioni Kinetic e Assault).
Leatham lasciò il Comando di Plymouth nel novembre 1945 e, dopo un periodo senza incarichi, chiese il ritiro dal servizio nella Royal Navy nel febbraio 1946. Il suo ultimo incarico pubblico fu quello di Governatore di Bermuda dal 1946 al 1949, dopo il quale si ritirò a vita privata. Leatham morì poi il 10 marzo 1954 nella sua casa di Lymington nell'Hampshire.